# Masciszcza (obwód homelski)
Masciszcza (biał. Масцішча; ros. Мостище, Mostiszcze) – osiedle na Białorusi, w obwodzie homelskim, w rejonie homelskim, w sielsowiecie Pakalubiczy.